# 오브주의 아롱디스망
오브주의 아롱디스망에는 총 3개가 있다.
- 바르쉬르오브 아롱디스망 (준주도 : 바르쉬르오브)은 5개의 캉통과 104개의 코뮌이 속해 있다.
- 노장쉬르센 아롱디스망 (준주도 : 노장쉬르센)은 6개의 캉통과 82개의 코뮌이 속해 있다.
- 트루와 아롱디스망 (오브 주의 주도 : 트루와)은 22개의 캉통과 247개의 코뮌이 속해 있다.

## 역사
- 1790년 : 아르시쉬르오브, 바르쉬르오브, 바르쉬르센, 노장쉬르센, 트루와 등 5개의 디스트리크와 함께 오브 주가 생성됨
- 1800년 : 트루와, 아르쉬시로브, 바르쉬르오브, 바르쉬르센, 노장쉬르센 아롱디스망 생성
- 1926년 : 아르시쉬르오브와 바르쉬르센 아롱디스망 폐지